# Dekanat Krynica Morska
Dekanat Krynica Morska – jeden z 21 dekanatów w rzymskokatolickiej diecezji elbląskiej. Do maja 2017 dekanat nosił nazwę „Nadmorski”.

## Parafie
W skład dekanatu wchodzi 9 parafii:
- Parafia NMP Matki Kościoła – Jantar
- Parafia św. Marka Ewangelisty – Kąty Rybackie
- Parafia Matki Bożej Gwiazdy Morza – Krynica Morska (Piaski)
- Parafia św. Piotra Apostoła – Krynica Morska
- Parafia Najświętszego Serca Pana Jezusa – Mikoszewo
- Parafia Najświętszego Serca Pana Jezusa – Stegna
- Parafia św. Wojciecha – Sztutowo
- Parafia św. Stanisława – Tujsk
- Parafia Narodzenia NMP – Żuławki

## Historia
Dekanat nadmorski powstał 3 sierpnia 1986 roku z części dekanatu Nowy Dwór Gdański. W latach 1925–1992 tereny dekanatu wchodziły w skład diecezji gdańskiej. W wyniku reformy Kościoła rzymskokatolickiego w Polsce, od 25 marca 1992 roku dekanat nadmorski jest częścią diecezji elbląskiej. Wtedy również do dekanatu włączono parafię w Krynicy Morskiej należącą wcześniej do diecezji warmińskiej.
- Początkowo do dekanatu należały parafie NMP Matki Kościoła w Jantarze, Najświętszego Serca Pana Jezusa w Mikoszewie, Najświętszego Serca Pana Jezusa w Stegnie, św. Wojciecha w Sztutowie, Narodzenia NMP w Żuławkach oraz św. Stanisława w Tujsku – Cyganku.
- 8 grudnia 1988 roku biskup gdański Tadeusz Gocłowski erygował parafię św. Marka Ewangelisty w Kątach Rybackich.
- W 1989 roku biskup Tadeusz Gocłowski erygował parafię św. Stanisława w Tujsku.
- Od 1992 parafia św. Piotra Apostoła i św. Franciszka z Asyżu w Krynicy Morskiej, będąca wcześniej w diecezji warmińskiej została włączona do dekanatu nadmorskiego w diecezji elbląskiej.
- W 1993 biskup elbląski Andrzej Śliwiński erygował parafię Matki Bożej Gwiazdy Morza w Krynicy Morskiej Piaskach.
- W maju 2017 biskup elbląski Jacek Jezierski zmienił nazwę dekanatu z nadmorskiego na dekanat Krynica Morska

## Dziekani dekanatu
- 1986–2011 – ks. prałat kanonik Stanisław Knapik
- 2011–2023 – ks. prałat kanonik Marek Mierzwa
- 2023– nadal – ks. kanonik dr Grzegorz Puchalski

## Sąsiednie dekanaty
Elbląg – Śródmieście, Gdańsk - Dolne Miasto (archidiec. gdańska), Nowy Dwór Gdański, Żuławy Steblewskie (archidiec. gdańska)